# 未來社
株式会社未來社（みらいしゃ）は、日本の学術系の出版社。人文会会員社。社会科学・人文科学の分野で学術書の出版を行っている。主要な分野としては、思想、民俗、宗教、教育など。

## 概要
1951年（昭和26年）に西谷能雄が創業。出発当初は、演劇やその戯曲など、演劇分野の出版社として知られた。その後、学術出版社として扱う分野を拡大した。全集の企画刊行でも著名である。1986年（昭和61年）、小箕俊介が社長に就任し、それに伴い西谷は会長となった。しかし1989年（平成元年）に小箕が交通事故により急逝したため、西谷能雄が社長に復帰した。1992年（平成4年）、西谷能英が社長に就任した。2006年（平成18年）よりオンデマンド出版を始めており、注文はネット書店の万能書店で行うことができる。
出版物は1968年（昭和43年）より注文制となるが、現在は買切条件というわけではない。
PR誌『未来』は、2014年（平成26年）10月号までは月刊。次の2015年（平成27年）1月号にあたる2015年冬号から季刊。